# Francesco Lucio
Francesco Lucio, noto anche come Luccio oppure Luzzo (1628 circa – Venezia, 1º settembre 1658), è stato un compositore e organista italiano.

## Biografia
Nativo forse di Conegliano, in gioventù si trasferì a Venezia, dove fu allievo di Giovanni Antonio Rigatti, maestro di canto dell'Ospedale degli incurabili. Rimase nella città laguanare per il resto della sua vita. Nel 1645 divenne organista della Chiesa di San Martino, posizione che tenne fino al 1652 e sempre dallo stesso anno occupato in qualità di organista in alcuni conventi veneziani durante le celebrazioni di fastività particolari. Il 20 gennaio 1649 debuttò come operista con il suo prima dramma sui versi di Giacinto Andrea Cicognini, L'Orontea; il 25 ottobre egli probabilmente prese il posto che teneva il proprio maestro presso l'ospedale veneziano. Contemporaneamente fu attivo anche come compositore per il Pio Ospedale della Pietà. Nell'ultimo anno della sua vita fu a guida di gruppo di musicisti attivo nel convento di San Martino a Burano.

## Considerazioni sull'artista
Lucio fu principalmente un compositore d'opera. Il suo lavoro più noto è sicuramente L'Orontea, tradizionalmente attribuito ad Antonio Cesti. Gran parte di questo lavoro operistico, la quale partitura originale è andata perduta, è presente in una raccolta di arie del 1655. Le arie di Lucio sia nello stile che nella forma sono affini a quelle del coevo e più noto Francesco Cavalli, tuttavia la musica di Lucio è caratterizzata da linee melodiche angolari ed è più incline all'armonica cromatica.

## Composizioni

### Opere
Tutte le opere, tutti drammi in tre atti con prologo, di Lucio furono rappresentate la prima volta a Venezia.
- L'Orontea (dramma musicale, libretto di Giacinto Andrea Cicognini, 1649; tradizionalmente attribuita ad Antonio Cesti)
- Gl'amori di Alessandro Magno e di Rossane (dramma musicale, libretto di Giacinto Andrea Cicognini, 1651)
- Pericle effeminato (dramma per musica, libretto di Giacomo Castoreo, 1653) al Teatro Sant'Apollinare di Venezia
- L'Euridamante (dramma regio, libretto di Giacomo dall'Angelo, 1654) al Teatro San Moisè di Venezia
- Il Medoro (dramma per musica, libretto di Aurelio Aureli, dopo Ludovico Ariosto, 1658) al Teatro Santi Giovanni e Paolo di Venezia

### Altri lavori
- Ecce nunc (salmo per 1 voce e violino)
- Mottetti concertati per 2-3 voci e basso continuo, op. 1 (1649, Venezia)
- Mottetti concertati per 2-3 voci e basso continuo, op. 2 (1650, Venezia)
- Arie per 1 voce e baso continuo (1655, Venezia)
- 4 arie (1656)
- 4 mottetti